# Clarence Vinson
Clarence Adam Vinson (* 10. Juli 1978 in Washington, D.C.) ist ein ehemaliger US-amerikanischer Boxer. Er gewann 2000 eine olympische Bronzemedaille im Bantamgewicht.

## Werdegang
Der knapp unter 1,60 m große Linksausleger besuchte die Northern Michigan University und diente als Soldat in Fort Collins. 1986 begann er mit dem Boxsport, wurde 1997 und 1998 US-Meister im Fliegengewicht, sowie 1999 US-Meister im Bantamgewicht. Darüber hinaus gewann er 1998 das American Boxing Classic Turnier in Milwaukee, die US-amerikanische Olympiaqualifikation 1999 und die kontinentale Olympiaqualifikation 1999 in Tampa.
Daraufhin startete er im September 2000 bei den 27. Olympischen Sommerspielen in Sydney, wo er den französischen Olympiateilnehmer von 1996 Rachid Bouaita (9:2), den Vize-Asienmeister 1999 Talaibek Kadiraliew aus Kirgisistan (12:7) und den amtierenden Weltmeister George Olteanu aus Rumänien (26:19) besiegen konnte und erst im Halbfinale gegen den zweifachen Weltmeister und zweifachen Olympiasieger Guillermo Rigondeaux aus Kuba (6:18) ausschied.
Weitere internationale Erfolge waren der 9. Platz bei den Weltmeisterschaften 1997 in Budapest und der 5. Platz bei den Weltmeisterschaften 1999 in Houston.
2001 wurde er unter dem Kampfnamen „Untouchable“ Profi. Nach zwölf Siegen in Folge verlor er im Juni 2003 knapp nach Punkten gegen Heriberto Ruiz. Im November 2004 unterlag er beim Kampf um die Interkontinentale Meisterschaft der WBO nach Punkten gegen César Morales. Im Juni 2009 beendete er seine Profilaufbahn mit 17 Siegen und 2 Niederlagen.